# 季根章
季根章（1946年5月—），江苏靖江人，中华人民共和国政治人物。
1964年，毕业于华东水利学院工程力学系应用力学专业。1984年2月至1986年3月，任江苏省总工会办公室副主任、主任；1986年3月至1986年5月，任江苏省总工会副主席。1987年2月至1990年6月，任江苏省委党史工作委员会副主任。1996年3月至1997年2月，任江苏省文化厅厅长。2003年4月至2003年5月，任江苏省机构编制委员会办公室主任；2003年5月起任江苏省政府副秘书长、省机构编制委员会办公室主任。